# 보건분야의 인공지능
보건분야의 인공지능은 의학, 제약과 관련된 인공지능의 활용을 말한다.
의료 분야에서 AI가 광범위하게 활용된 것은 아직 비교적 새로운 일이기 때문에 다양한 의료 하위 분야와 관련 산업에 걸쳐 AI를 적용하기 위한 연구가 계속 진행되고 있다. AI 프로그램은 진단, 치료 프로토콜 개발, 약물 개발, 맞춤의학, 환자 감시 및 치료와 같은 실무에 적용되고 있다. 방사선촬영은 방사선학에서 가장 흔히 시행되는 영상 검사이기 때문에 AI가 방사선 사진의 분류 및 해석을 지원할 수 있는 잠재력은 특히 중요하다.
AI를 사용하면 데이터 개인 정보 보호, 작업 자동화, 기존 편견 확대와 같은 문제와 관련하여 전례 없는 윤리적 문제가 발생한다. 또한 AI와 같은 신기술은 종종 의료 분야 리더들의 저항을 받아 도입이 느리고 불규칙하게 진행된다. 반면, 적절한 테스트 없이 AI를 의료 분야에 적용한 사례도 여러 건 있다. 2023년 체계적 고찰 및 주제 분석 결과 의료 전문가, 환자 및 일반 대중을 포함한 대부분의 이해 관계자가 AI를 활용한 치료가 공감적일 수 있다고 의심하는 것으로 나타났다. 게다가 메타 연구에서는 의료 분야의 AI에 관한 과학 문헌이 종종 재현성이 부족하다는 점을 발견했다.

## 역사
1960년대에 최초의 보건분야 인공지능인 덴드랄이 개발되었다.
최초의 전문가 시스템은 1965년에 파이겐바움(Feigenbaum)이 개발한 덴드럴(Dendral)이라는 시스템으로서 이는 분자의 구조를 추정하는 시스템이었다.
덴드랄은 최초의 실용적인 인공지능이다. 덴드랄은 원래 정치학 전공자였던 허버트 사이먼에게 지도를 받고 논리학을 전공한 학자 에드워드 파이젠바움이 유전학자 조슈아 리더버그의 외계 생명체 연구를 돕기 위해 화학 분야에서 개발한 것이다.

## 분야

### 질병 진단
질병을 정확하고 조기에 진단하는 것은 여전히 의료계의 과제이다. 질병과 그 증상을 인식하는 것은 복잡한 문제이다. AI는 임상의가 데이터 처리 기능을 통해 시간을 절약하고 정확도를 높이는 데 도움을 줄 수 있다. 기계 학습을 사용하면 인공 지능은 대량 전자의무기록을 분석하여 의사의 환자 진단을 크게 도울 수 있다. 예를 들어 AI는 많은 수의 유사한 사례와 가능한 치료법을 살펴봄으로써 알츠하이머병과 치매를 조기에 예측하는 데 도움이 될 수 있다.
예를 들어 응급실과 같은 긴급 상황에서는 의사의 의사결정도 AI로 지원될 수 있다. 이때 AI 알고리즘은 더 심각한 사례의 우선순위를 정하고 대기 시간을 줄이는 데 도움이 될 수 있다. AI로 강화된 의사결정 지원 시스템은 실시간 제안과 더 빠른 데이터 해석을 제공하여 의료 전문가가 내리는 의사결정을 도울 수 있다.
2023년 한 연구에서는 레딧의 r/AskDocs에 게시된 의료 질문에 대한 의사의 응답보다 챗GPT에서 생성된 응답에 대한 만족도가 더 높다고 보고했다. 평가자들은 585건의 평가 중 78.6%에서 의사의 답변보다 ChatGPT의 답변을 선호했으며, 더 나은 품질과 공감을 언급했다. 저자들은 이것이 확립된 환자-의사 관계의 맥락이 아닌 온라인 포럼에서 가져온 개별적인 질문이라고 언급했다. 또한, 응답은 의료 정보의 정확성에 따라 평가되지 않았으며 일부는 평가자가 연구의 공동 저자인 경우 실험이 적절하게 맹검 되지 않았다고 주장했다.
통계역학, 기계 학습 및 추론 알고리즘의 최근 개발도 의료 진단 접근 방식 개선에 대한 잠재력을 알아보기 위해 연구되고 있다. 또한, 때로는 수억 명의 환자에 달하는 대규모 의료 관련  데이터 웨어하우스를 구축하면 AI 모델에 대한 광범위한 학습 데이터가 제공된다.

### 전자의무기록
전자의무기록은 의료 산업의 디지털화와 정보 확산에 매우 중요하다. 현재 의료 기관의 약 80%가 전자 건강 기록을 사용하고 있으므로 일부 기관에서는 인공 지능을 사용하여 기록을 해석하고 의사에게 새로운 정보를 제공할 것으로 예상한다.
한 가지 응용 프로그램은 자연어 처리(NLP)를 사용하여 유사한 의학 용어를 일치시켜 의학 용어 간 차이를 제한하는 더 간결한 보고서를 작성한다. 예를 들어, 심장마비와 심근 경색이라는 용어는 같은 의미를 갖지만 의사는 개인적 선호도에 따라 하나를 더 사용할 수 있다. NLP 알고리즘은 이러한 차이점을 통합하여 더 큰 데이터 세트를 분석할 수 있다. NLP의 또 다른 용도는 의사의 기록에서 반복으로 인해 중복된 구문을 식별하고 관련 정보를 유지하여 읽기 쉽게 만드는 것이다. 다른 응용 프로그램은 개념 처리를 사용하여 현재 환자의 의사가 입력한 정보를 분석하여 유사한 사례를 제시하고 의사가 모든 관련 세부 정보를 포함하도록 기억하는 데 도움을 준다.
개별 환자의 기록을 평가하고 이전 정보와 가족력을 기반으로 질병 위험을 예측하는 AI 알고리즘이 있다. 일반적인 알고리즘 중 하나는 인간이 흐름도를 사용하는 방식과 유사하게 결정을 내리는 규칙 기반 시스템이다. 이 시스템은 대량의 데이터를 수집하고 특정 관찰 결과를 결론적 진단에 연결하는 일련의 규칙을 생성한다. 따라서 알고리즘은 새로운 환자의 데이터를 수집하여 그들이 특정 상태나 질병을 앓을 가능성을 예측할 수 있다. 알고리즘은 집단 데이터를 기반으로 환자 정보를 평가할 수 있으므로 해결되지 않은 문제를 찾아 의사에게 보고하고 시간을 절약할 수 있다. 이러한 방법은 온라인 건강 기록의 양이 5년마다 두 배로 늘어나기 때문에 유용한다. 의사는 이 모든 데이터를 수동으로 처리할 대역폭이 없으며 AI는 이 데이터를 활용하여 의사가 환자를 치료하는 데 도움을 줄 수 있다.

### 약물 상호작용
자연어 처리의 개선으로 의학 문헌에서 약물 상호작용을 식별하는 알고리즘이 개발되었다. 약물 간 상호작용은 여러 약물을 동시에 복용하는 사람들에게 위협이 되며, 복용하는 약물의 수가 많을수록 위험도 커진다. 알려진 또는 의심되는 모든 약물 간 상호작용을 추적하는 데 따르는 어려움을 해결하기 위해, 의학 문헌에서 상호작용하는 약물과 그 가능한 효과에 대한 정보를 추출하는 머신 러닝 알고리즘이 개발되었다. 이러한 노력은 2013년 DDIExtraction Challenge에서 통합되었으며, Carlos III University의 연구원 팀은 이러한 알고리즘에 대한 표준화된 테스트를 구성하기 위해 약물 간 상호작용에 대한 문헌 코퍼스를 조립했다. 경쟁자들은 텍스트에서 어떤 약물이 상호작용하는지, 그리고 상호작용의 특성이 무엇인지를 정확하게 판단하는 능력에 대해 테스트를 받았다. 연구자들은 이를 사용하여 알고리즘의 효과 측정을 표준화하고 있다.
다른 알고리즘은 특히 전자 건강 기록 및 부작용 보고서와 같은 사용자 생성 콘텐츠의 패턴에서 약물 간 상호 작용을 식별한다. FDA 부작용 보고 시스템(FAERS)과 세계보건기구의 VigiBase와 같은 조직에서는 의사가 약물에 대한 부정적 반응 가능성을 보고할 수 있도록 허용한다. 이러한 보고서를 분석하고 약물 간 상호 작용을 암시하는 패턴을 감지하기 위해 심층 학습 알고리즘이 개발되었다.

### 원격진료
원격 의료의 증가는 AI 응용 프로그램의 가능성을 보여주었다. AI는 센서를 통해 환자의 정보를 모니터링하여 원격으로 환자를 돌보는 데 도움을 줄 수 있다. 착용형 기기를 사용하면 환자를 지속적으로 모니터링하고 사람이 구별하기 어려운 변화도 알아차릴 수 있다. 이 정보는 인공 지능 알고리즘을 사용하여 이미 수집된 다른 데이터와 비교될 수 있으며, 이를 통해 의사에게 주의해야 할 문제가 있는지 경고할 수 있다.

### 신약개발
2020년 1월 30일, 영국의 스타트업인 엑사이언티아(Exscientia)는 세계 최초로 인공지능을 이용해 개발한 신약을 임상시험한다고 밝혔다. 인공지능이 분자를 합성해 치료효과를 검증했다. 그래서 일반적인 신약 화합물 후보군의 5분의 1인 350개 화합물만 직접 제조해서 테스트할 수 있었고, 그로 인해 수조원의 개발비가 절약되고 4.5년의 개발기간이 12개월로 단축되었다. 능동학습 알고리즘(en:Active learning (machine learning))을 사용했다.

## 같이 보기
- AI 정렬
- 인공지능
- 임상 의사결정 지원 시스템